# Sylvi Siltanen

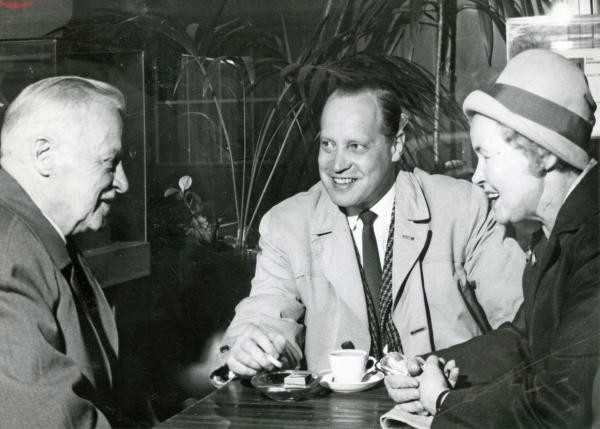
Väinö Tanner, Kaarlo Pitsinki och Sylvi Siltanen (1961).

Sylvi Cecilia Siltanen, född 22 november 1909 i Strömfors, död 8 december 1986 i Åbo, var en finländsk politiker och ämbetsman. Hon var Finlands första kvinnliga landshövding.
Siltanen var ledamot av Finlands riksdag för socialdemokraterna 1958–1972 och samtidigt ordförande i partiets kvinnoorganisation. Hon var därefter landshövding i Åbo och Björneborgs län 1972–1977 och tilldelades socialråds titel 1980.